# Elvis Presley Museum (Molkwerum)
Het Elvis Presley Museum is een museum in Molkwerum in Zuidwest-Friesland.
Het museum toont allerlei stukken uit het leven van de Amerikaanse zanger en acteur Elvis Presley. Er is onder meer een gesigneerde gitaar uit 1959 aanwezig die de zanger bespeelde tijdens zijn militaire dienst in Duitsland. Ook worden er allerlei authentieke kledingstukken van de zanger getoond uit diezelfde periode en een shirt dat hij droeg tijdens de opnames van de film Jailhouse rock (1957). Ook zijn er filmsheets van deze film aanwezig die afkomstig zijn uit de MGM Studios. Daarnaast worden er allerlei andere stukken getoond, waaronder gesigneerde platenhoezen, filmposters, foto's, platen, enz.
De verzameling werd bijeengebracht door de eigenares Joke van Gent. Zij is sinds 1956 fan en verzamelaar van memorabilia van Elvis. Ze opende het museum in 2000 in een antiekboerderij tussen Stavoren en Hindeloopen. De antiekboerderij doet tevens dienst als museumwinkel met verwante artikelen als originele Amerikaanse jukeboxen van het merk Wurlitzer, popcornmachines en benzinepompjes.

## Galerij
|  |  |
|  |  |